# Fat Joe
Joseph Cartagena (* 19. srpen 1970, Bronx, New York), spíše známý jako Fat Joe, je americký rapper a zakladatel hudebního labelu Terror Squad Ent. s portorikánskými a kubánskými kořeny. Také je členem skupin D.I.T.C. a Terror Squad.
Jeho nejznámější písní je singl Lean Back (ft. Remy Ma), který pochází ze společného alba Terror Squad – True Story (2004). Nejprodávanějším sólo albem pak je Jealous Ones Still Envy (J.O.S.E.) (2001), kterému vévodí také jeho nejúspěšnější sólo singl What's Luv (ft. Ja Rule a Ashanti).

## Stručná biografie
Narodil se v roce 1970 v Bronxu. Na počátku devadesátých let 20. století vystupoval se skupinou Diggin' in the Crates pod přezdívkou Fat Joe da Gangsta. Jejich písně je přivedli ke spolupráci s labelem Relativity Records. Roku 1993 vydal svůj debut nazvaný Represent, album však velký úspěch nezaznamenalo. Ten se nedostavil ani s druhým albem Jealous One's Envy (1995), ovšem to ho dostalo do povědomí ostatních rapperů, brzy nato se stal hostem na písních rapperů jako jsou LL Cool J a Prodigy z dua Mobb Deep.
Po špatných prodejích prvních dvou alb odešel z Relativity Rec. a získal smlouvu u Atlantic Records. Zde v roce 1998 vydal album Don Cartagena. Toto album konečně zabodovalo v hitparádě Billboard 200, kde se umístilo na sedmém místě, a také získalo zlaté ocenění společnosti RIAA za 500 000 prodaných kopií. Rozjetou kariéru potvrdil dalším albem nazvaným Jealous Ones Still Envy (J.O.S.E.) (2001), které sice obsadilo "jen" 21. místo v hitparádě Billboard 200, ale získalo ocenění platinové desky (prozatím jediné v jeho kariéře), za milion prodaných kopií. Velkou zásluhu na tom měly hity We Thuggin' (ft. R. Kelly) a What's Luv (ft. Ja Rule a Ashanti). U Atlantic Records poté vydal ještě dvě alba Loyalty (2002) a All or Nothing (2005), ovšem ty již podobné úspěchy nezopakovaly a nestaly se ani zlatými.
Proto byl nucen přesídlit na jiný label. Azyl nalezl u Virgin Records, kde vydal další tři alba Me, Myself and I (2006), The Elephant in the Room (2008) a Jealous Ones Still Envy 2 (J.O.S.E. 2) (2009), ale ani tato alba nebyla v prodejích úspěšná. Možná, že jeho kariéru poznamenal dlouholetý spor s rapperem 50 Centem, který trval od roku 2005 do roku 2012.
V roce 2010 pod labelem E1 Music vydal své desáté album nazvané The Darkside Vol. 1. Po úspěchu společné písně "All the Way Up" (s Remy Ma (ft. French Montana) (27. příčka v Billboard Hot 100, nominace na cenu Grammy), Fat Joe a Remy Ma vydali v únoru 2017 společné album s názvem Plata O Plomo.

## Diskografie

### Studiová alba
| Rok  | Album                                                                                 | Nejvyšší umístění v hitparádě | Nejvyšší umístění v hitparádě | Nejvyšší umístění v hitparádě | Ocenění       |
| Rok  | Album                                                                                 | US 200                        | US Hip-Hop                    | US Rap                        | Ocenění       |
| ---- | ------------------------------------------------------------------------------------- | ----------------------------- | ----------------------------- | ----------------------------- | ------------- |
| 1993 | Represent (jako Fat Joe da Gangsta) - Vydáno: 27. června 1993 - Vydavatel: Relativity | —                             | 46                            | —                             | US: /         |
| 1995 | Jealous One's Envy - Vydáno: 24. října 1995 - Vydavatel: Relativity                   | 71                            | 7                             | —                             | US: /         |
| 1998 | Don Cartagena - Vydáno: 14. července 1998 - Vydavatel: Mystic, Big Beat, Atlantic     | 7                             | 2                             | —                             | US: zlaté     |
| 2001 | Jealous Ones Still Envy (J.O.S.E.) - Vydáno: 4. prosince 2001 - Vydavatel: Atlantic   | 21                            | 6                             | —                             | US: platinové |
| 2002 | Loyalty - Vydáno: 12. listopadu 2002 - Vydavatel: Atlantic                            | 31                            | 11                            | —                             | US: /         |
| 2005 | All or Nothing - Vydáno: 14. června 2005 - Vydavatel: Atlantic                        | 6                             | 2                             | 1                             | US: /         |
| 2006 | Me, Myself & I - Vydáno: 14. listopadu 2006 - Vydavatel: Virgin                       | 14                            | 3                             | 2                             | US: /         |
| 2008 | The Elephant in the Room - Vydáno: 11. března 2008 - Vydavatel: Virgin                | 6                             | 3                             | 3                             | US: /         |
| 2009 | Jealous Ones Still Envy 2 (J.O.S.E. 2) - Vydáno: 6. října 2009 - Vydavatel: Virgin    | 73                            | 9                             | 4                             | US: /         |
| 2010 | The Darkside Vol. 1 - Vydáno: 27. července 2010 - Vydavatel: E1 Music                 | 27                            | 9                             | 7                             | US: /         |
| 2017 | Plata O Plomo (s Remy Ma) - Vydáno: 17. února 2017 - Vydavatel: RNG, Empire           | 44                            | 19                            | 12                            | US: /         |
| 2019 | Family Ties (s Dre) - Vydáno: 6. prosince 2019 - Vydavatel: RNG, Empire               | —                             | —                             | —                             | US: /         |

### Úspěšné singly
- 2001 – "We Thuggin'" (ft. R. Kelly)
- 2002 – "What's Luv" (ft. Ja Rule a Ashanti)
- 2003 – "All I Need" (ft. Armageddon a Tony Sunshine)
- 2005 – "Get It Poppin'" (ft. Nelly)
- 2006 – "Make It Rain" (ft. Lil Wayne)
- 2007 – "I Won't Tell" (ft. J.Holiday)
- 2016 – "All the Way Up" (s Remy Ma (ft. French Montana & Infared))

## Filmografie
- 1999 – Thicker Than Water
- 2001 – Prison Song
- 2002 – Empire
- 2003 – Scary Movie 3
- 2006 – Happy Feet